# Canon EF 28-105 мм
Canon EF 28-105 мм — три зум-объектива семейства Canon EF, выпускавшихся компанией «Кэнон»:
- Canon EF 28-105 мм f/3.5-4.5 USM — объектив 1992 года с ультразвуковым приводом фокусировки с кольцевым мотором.
- Canon EF 28-105 мм f/3.5-4.5 II USM — его версия 2000 года с теми же характеристиками и с облагороженным внешним видом.
- Canon EF 28-105 мм f/4-5.6 — объектив 2002 года начального уровня; поставлялся в качестве кит-объектива с некоторыми зеркальными фотоаппаратами Canon.

Все эти объективы сняты с производства.

## Характеристики объективов
| Характеристика              | f/4.0-5.6     | f/3.5-4.5     |
| --------------------------- | ------------- | ------------- |
| Изображение                 |               |               |
| Стабилизатор (IS)           | Нет           | Нет           |
| Ультразвуковой привод (USM) | Да            | Да            |
| Серия L                     | Нет           | Нет           |
| Дифракционная оптика (DO)   | Нет           | Нет           |
| Макросъемка                 | Да            | Да            |
| Максимальная диафрагма      | f/4.0-5.6     | f/3.5-4.5     |
| Минимальная диафрагма       | f/22-32       | f/22-27       |
| Максимальное увеличение     | 1:5,2         | 1:5,2         |
| Вес                         | 210 г         | 372 г         |
| Диаметр                     | 6,7 см        | 7,2 см        |
| Длина                       | 6,8 см        | 7,5 см        |
| Диаметр для фильтров        | 58 мм         | 58 мм         |
| Горизонтальный угол зрения  | 65° — 19° 20' | 65° — 19° 20' |
| Диагональный угол зрения    | 75° — 23° 30' | 75° — 23° 30' |
| Группы/элементы             | 9/10          | 12/15         |
| Число лепестков диафрагмы   | 6             | 7             |